# Tibble, Simtuna socken
Tibble är en by i Simtuna socken, Enköpings kommun.
Byn omtalas första gången 1368, då Inge Jonsson i Ås ett köp av jord i Tibble hans hustru genomfört före deras giftermål. 1370 överlät kung Albrekt av Mecklenburg 1 penningland jord i Tibble till Sten Stensson (Bielke). 1379 fanns två bönder från Tibble, som fastrar vid Simtuna häradsting, och byn omtalas i en rad dokument under senmedeltiden. 1538-1569 fanns en skattegård och fem frälsegårdar i Tibble.